# Furativka
Furativka  (ucraniano: Фуратівка) es una localidad del Raión de Bilhorod-Dnistrovskyi en el Óblast de Odesa de Ucrania. Según el censo de 2001, tiene una población de 436 habitantes.